# Benimarfull
Benimarfull ist eine Gemeinde im Südosten von Spanien in der Provinz Alicante in der Valencianischen Gemeinschaft. 2024 hatte die Gemeinde 447 Einwohner.

## Geografie
Benimarfull liegt etwa 42 Kilometer nordnordöstlich von Alicante in einer Höhe von ca. 415 m. 

## Demografie
| 1900 | 1930 | 1950 | 1970 | 1981 | 1991 | 2001 | 2011 | 2021 |
| ---- | ---- | ---- | ---- | ---- | ---- | ---- | ---- | ---- |
| 794  | 790  | 722  | 532  | 420  | 416  | 420  | 405  | 398  |

## Sehenswürdigkeiten

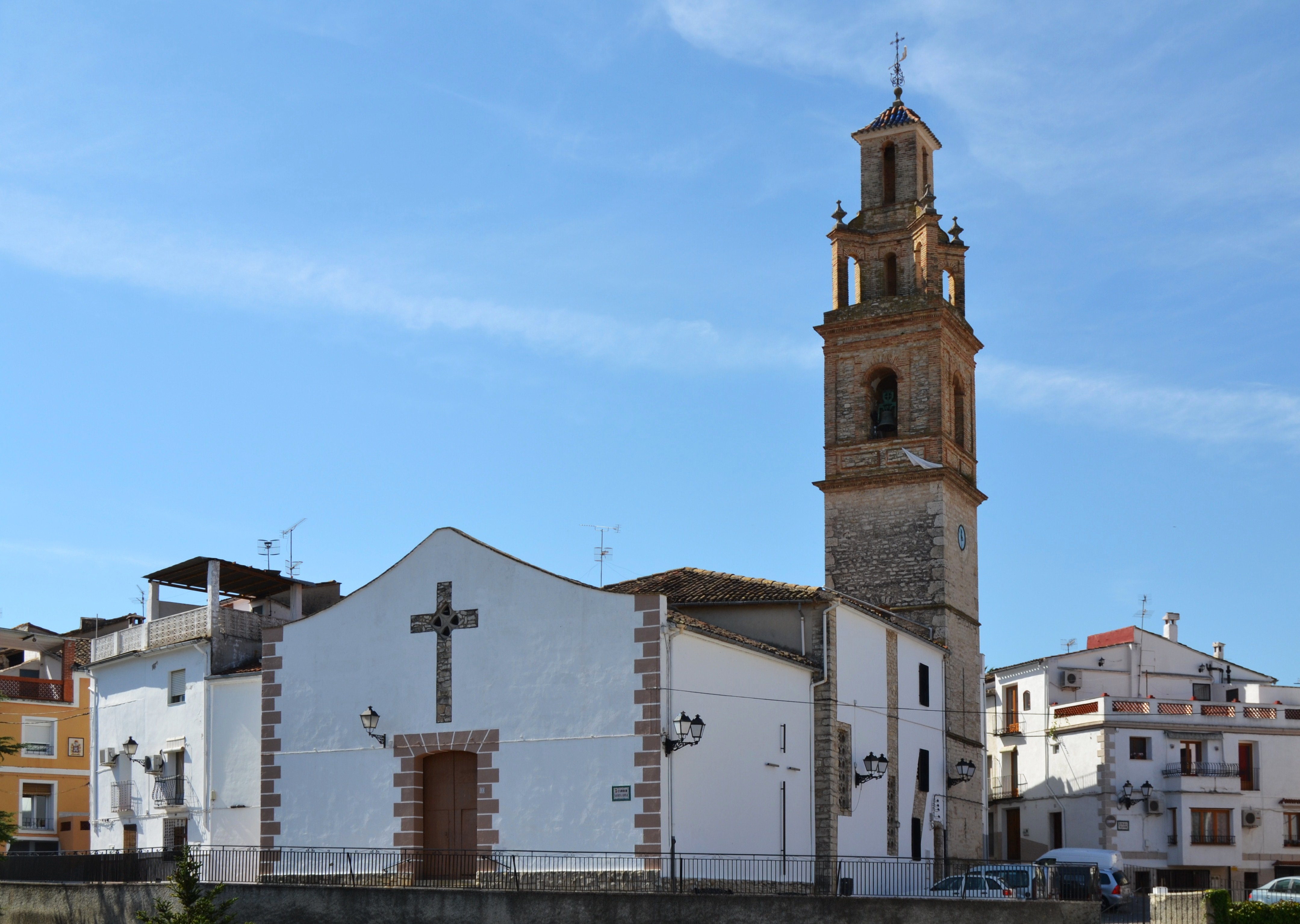
Annenkirche
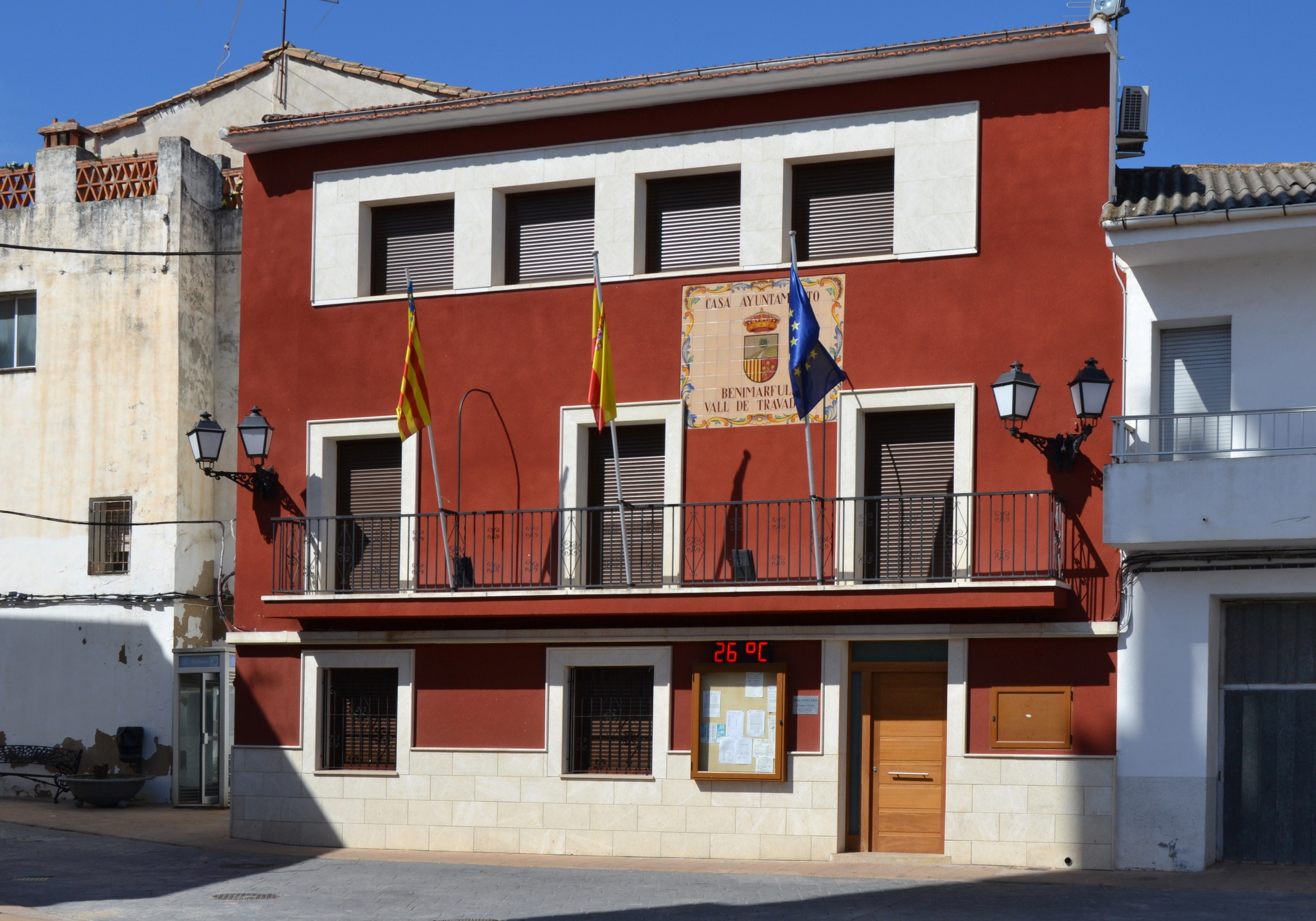
Rathaus

- Annenkirche
- Rathaus

## Persönlichkeiten
- José Vilaplana Blasco (* 1944), römisch-katholischer Geistlicher, Bischof von Santander (1991–2006) und Huelva (2006–2020)